# Foresta nazionale di Gallatin
La foresta nazionale di Gallatin (in inglese Gallatin National Forest) fu istituita nel 1899 nella regione centro-meridionale dello stato del Montana, Stati Uniti. La foresta si estende su una superficie di 8.500 km² e comprende delle piccole porzioni delle aree protette di Absaroka-Beartooth e Lee Metcalf Wilderness, con le quali confina. La foresta nazionale di Gallatin confina con il parco nazionale di Yellowstone a nord e nord-est ed è parte integrante del Greater Yellowstone Ecosystem, una regione che comprende una superficie di circa 81.000 km². La foresta prende il nome di Albert Gallatin (1761-1849), Segretario al Tesoro degli Stati Uniti e studioso della cultura e del linguaggio dei Nativi Americani.

## Territorio
Nel territorio dell'area protetta si trovano sei distinte catene montuose: Gallatin Range, Madison Range, Bridger Mountains, Crazy Mountains, Absaroka Range e Beartooth Range. Nel Beartooth Range si trova Granite Peak che, con in suoi 3.901 metri, è la vetta più elevata della foresta e dello stato del Montana. Il lago Quake, sul fiume Madison, si originò nel 1959 in seguito ad un terremoto che colpì la regione di Yellowstone. Una frana dovuta a questo evento bloccò il corso del fiume dando vita al lago. La porzione settentrionale della foresta nei pressi di Livingston si trova tra le Crazy Mountains, che si innalzano ad oltre 2.100 metri sulle Grandi Pianure ad est. Nella foresta sono comprese due aree naturali; Absaroka-Beartooth (3.818,72 km²) e Lee Metcalf (1.029,07 km²).
Gli oltre 6.400 km di ruscelli e fiumi sono i maggiori tributari del fiume Yellowstone, che attraversa la foresta da ovest ad est passando per la Paradise Valley. Il fiume Gallatin ed il fiume Madison, maggiori affluenti del fiume Missouri, attraversano la foresta.
In ordine decrescente di superficie, la foresta si estende nei territori delle contee di Park, Gallatin, Sweet Grass, Madison, Carbon e Meagher.
Le temperature notturne possono essere inferiori agli 0 °C in qualsiasi momento dell'anno e le zanzare diventano fastidiose nella tarda primavera ed all'inizio dell'estate. Le temperature medie invernali possono scendere anche a -40 °C. La maggior parte delle precipitazioni è di carattere nevoso ed, in alcuni posti, possono raggiungere una media di oltre 10 metri all'anno.

## Flora
Ad altitudini basse la flora è caratterizzata dalle graminacee e dall'artemisia tridentata mentre, a quote più elevate vegeta l'abete Douglas, varie specie di abeti del genere Picea ed i vari rappresentanti del genere Populus. Il pioppo tremulo è la specie arborea dominante.

## Fauna
L'area protetta offre l'habitat ideale per oltre 300 specie di animali selvatici, tra i quali il grizzly, l'aquila di mare testabianca ed il falco pellegrino. Molte delle specie animali del Nord America occidentale sono presenti in questo ecosistema climax e, tra queste, figurano l'alce, il cervo mulo, il bisonte, lo wapiti, la pecora selvatica d'America, l'antilocapra, il puma e l'orso nero. Diverse sottospecie di trota sono abbondanti nei ruscelli e contribuiscono a rendere la foresta una delle migliori regioni degli Stati Uniti per la pratica della pesca con la mosca.

## Accessi
L'accesso da sud alla foresta è possibile percorrendo l'Interstate 90 oppure l'Highway 89 da Livingstone verso Gardiner. La direzione dell'area protetta si trova nella città di Bozeman. Le caserme dei guardiaparco si trovano a Big Timber, Bozeman, Gardiner, Livingston e West Yellowstone.

## Attività
La foresta offre oltre 3.690 km di percorsi escursionistici che consentono l'accesso a molte zone selvagge e sono interconnessi con i percorsi del parco nazionale di Yellowstone. Vi si trovano, inoltre, sparsi per tutta la foresta, 40 aree di campeggio accessibili attraverso i veicoli, aree pic-nic e anche numerose cabine che possono essere affittate pagando una tassa presso gli uffici distrettuali della foresta. Dalla città di West Yellowstone è possibile accedere sia alla foresta sia al parco nazionale di Yellowstone ed è, durante l'inverno, un popolare centro per le motoslitte.